# باتريس أوغستين
باتريس أوغستين (بالفرنسية: Patrice Augustin)‏ (27 مايو 1955 في فرنسا - ) هو لاعب كرة قدم فرنسي في مركز الهجوم. لعب مع نادي أنجيه ونادي إيفيان ونادي بريست ونادي تور ونادي نيور.

## وصلات خارجية
- باتريس أوغستين على موقع قاعدة بيانات كرة القدم.إي يو (الإنجليزية)